# 罗莎·利克索姆
罗莎·利克索姆（芬蘭語：Rosa Liksom，原名安妮·于莱瓦拉，生于上托尔尼奥；1958年1月7日—），芬兰小说家、画家。2011年因《六号包厢》一书获得芬兰文学奖。
利克索姆曾分别在赫尔辛基、哥本哈根和莫斯科学习人类学。她的作品被翻译成数十种语言。除写作之外，利克索姆的触角还涉及漫画、绘画、电影、戏剧和儿童读物。 

## 文学生涯
处女作《一夜车站》使利克索姆的名字出现在公众视线，但没有人知道她到底是谁。在1986年的Pelin艺术馆开幕式上，利克索姆身着戎装，但当时在场有不少名人，所以她并没有得到媒体访问的机会。期间她的第二本书《被遗忘的一刻钟》问世了，该书中运用了短篇集的形式，利克索姆一直沿用这种创作概念，最终获得的短篇之母的称号。在陆续出版了五本此类书籍之后，利克索姆终于推出了长篇小说《疯狂国度》， 并获得芬兰文学奖提名。

## 作品列表

### 短篇小说集
- 一夜车站（Yhden yön pysäkki）, 1985
- 被遗忘的一刻钟（Unohdettu vartti）, 1986
- 加加林小站（Väliasema Gagarin）, 1987
- 莫斯科加油（Go Moskova go）, 1988
- 空荡路径的天堂（Tyhjän tien paratiisit）, 1989
- 巴马拉马（Bamalama）, 1993
- 家（Perhe）, 2000
- 国（Maa）, 2006

### 长篇小说
- 疯狂国度（Kreisland）, Helsinki 1996
- Reitari, Helsinki 2002
- 六号包厢（Hytti nro 6）, Helsinki 2011

### 儿童文学
- Jepata Nastan lentomatka, 2002
- Tivoli Tähtisade 2004